# Roxana Díaz
Roxana Díaz (Roxana Tomasa Díaz Sánchez; * 17. Mai 1981 in Havanna) ist eine kubanische Sprinterin.
2003 gewann sie bei den Zentralamerika- und Karibikmeisterschaften Silber über 200 Meter. Bei den Panamerikanischen Spielen in Santo Domingo siegte sie über dieselbe Distanz und holte Silber in der 4-mal-100-Meter-Staffel, und bei den Weltmeisterschaften in Paris/Saint-Denis erreichte sie über 200 Meter das Halbfinale.
Bei den Olympischen Spielen 2004 in Athen schied sie mit der kubanischen 4-mal-100-Meter-Stafette im Vorlauf aus.
2006 gelang ihr bei den Zentralamerika- und Karibikspielen ein Doppelsieg über 200 Meter und in der 4-mal-100-Meter-Staffel. Im Jahr darauf siegte sie bei den Panamerikanischen Spielen 2007 in Rio de Janeiro über 200 Meter und holte Bronze mit der kubanischen 4-mal-100-Meter-Stafette. Bei den Weltmeisterschaften in Ōsaka gelangte sie über 200 Meter ins Halbfinale.
2008 gewann sie Silber bei den Zentralamerika- und Karibikmeisterschaften. Bei den Olympischen Spielen in Peking erreichte sie über 200 Meter das Halbfinale und kam mit dem kubanischen Team auf den sechsten Platz in der 4-mal-400-Meter-Staffel.
2009 folgte bei den Zentralamerika- und Karibikmeisterschaften Silber über 200 Meter und Gold in der 4-mal-400-Meter-Staffel. Bei den Panamerikanischen Spielen in Guadalajara wurde sie Sechste über 200 Meter.

## Persönliche Bestzeiten
- 60 m (Halle): 7,30 s, 6. März 2003, Peania
- 100 m: 11,31 s, 11. Mai 2002, Guatemala-Stadt
- 200 m: 22,68 s, 4. Juli 2007,	Salamanca
- 400 m: 52,09 s, 13. Juli 2008, Alcalá de Henares